# Amnesia (Cherish)
Amnesia è un singolo del girl group R&B-soul statunitense Cherish, pubblicato nel 2008 ed estratto dall'album The Truth.

## Tracce
- Singolo iTunes (USA)

1. Amnesia - 3:47
2. Amnesia (Instrumental) - 3:47